# Kocierzew Południowy (plaats)
Kocierzew Południowy is een plaats in het Poolse district  Łowicki, woiwodschap Łódź. De plaats maakt deel uit van de gemeente Kocierzew Południowy en telt 395 inwoners.